# Joseph Hémard
Pour les articles homonymes, voir Hémard.
 (juillet 2019).
Alphonse Joseph Hémard dit Joseph Hémard est un dessinateur et illustrateur français né le 2 août 1880 aux Mureaux (Yvelines) et mort le 9 août 1961 dans le 14e arrondissement de Paris.

## Biographie
Fils de Louis Eugène Hémard et de Berthe Marie Chiganne, il s'est marié le 4 mai 1920 avec Caroline Adolphine Victorine Diey.
Dans les premières années du XXe siècle, Joseph Hémard publie des dessins humoristiques et des bandes dessinées dans des journaux illustrés comme Les Hommes du jour, Le Rire, Le Pêle-Mêle, Le Bon Vivant, Nos loisirs et parmi les derniers numéros de L'Assiette au beurre (1911-1912). Il est l'auteur de nombreuses histoires en images. Il illustre également La Guerre des boutons chez l'éditeur Mornay.
Il illustre aussi les grands auteurs classiques comme Balzac, Molière, Rabelais, Rostand, La Fontaine, Voltaire, Courteline, etc. Sa rencontre avec l'éditeur René Kieffer produira des créations d'ouvrages illustrés au pochoir d'une remarquable facture (Micromégas, L'Homme aux 40 écus…).
Il conçoit des décors et des costumes pour des revues et des opérettes, décore aussi des assiettes, des bars et des restaurants. Il travaille à des illustrations publicitaires principalement pharmaceutiques et pour la Loterie nationale. Membre des Humoristes qu'il présidera après 1918 comme successeur de Poulbot, il expose à l'Araignée et au Salon d'automne en 1919. Il a aussi écrit des pièces pour un petit théâtre parisien de Guignol créé par Charles Genty rue Saint-Vincent, et participe aux dessins animés de Lortac.
En 1920, l'Académie française lui décerne le prix Monthyon pour l'un de ses livres. Cette même année, il épouse Mme Diey, veuve de Victorin-Hippolyte Jasset, qu'il avait connu en 1906 en Bretagne et avec qui il acheta le Manoir de Vacheresses à Nogent-le-Roi ,. Ils vécurent jusqu'en 1961, elle mourut trois mois avant lui et ils reposent ensemble au cimetière de Saint-Clément dans l'Yonne.
Joseph Hémard a publié son autobiographie en 1928.

## Un artiste sous les drapeaux
Mobilisé à 34 ans en août 1914 lorsque débute la première guerre mondiale, il rejoint le 155e régiment d'infanterie. Capturé par les troupes allemandes au mois d'octobre, il est interné au camp de Güstrow où il rencontrera les artistes Jacques Touchet et Claudius Denis, également captifs. Il ne sera libéré qu'à la fin de la guerre, et sera rapatrié en France le 31 décembre 1918.

## Collections publiques
Il est présent au Musée de l'Illustration Jeunesse à Moulins (Allier).

## Distinction
Chevalier de la Légion d'honneur, 1938

## Principaux ouvrages illustrés par Joseph Hémard

### En tant qu'auteur et illustrateur
- Trente tableaux de l'histoire de France (1912)
- Chez les Fritz (1919)
- Vistempenard (1923)
- La Grammaire française (1927)
- L'Arithmétique (1927)
- La Géographie (1928)
- L'Histoire de France (1928)
- Les Artistes du livre : Hémard (1928)
- Au temps passé, album d'images, Librairie de l'Estampe (avant 1935)
- Galerie des belles amours (1935)
- La tentation de Saint-Frusquin, éditions de la Tournelle (1935-1936)
- Le coin Maubert en 1936, éditions de la Tournelle (1936)
- Le règlement de la loterie nationale (1938)
- Mémoires d'une bouteille de qualité 1941, Paris : Editions littéraires de France In-12 (14,5 × 19 cm.), couverture illustrée, 126 pages.
- Les très riches heures de la loterie nationale (1942)
- Petit imprécis d'histoire naturelle (1942)
- Gavroche sous la botte. Les Meilleures histoires drôles (1940-1945)
- Le Grand clapier de Paris (1946)
- Morceaux choisis inconnus des classiques français (1948)

### En tant qu'illustrateur seulement
- Alphonse Allais : Le Boomerang ou rien n'est mal qui finit bien (1912)
- Honoré de Balzac : D'un paouvre qui avoyt nom le vieux par chemins (1914)
- Nicolas Edme Restif de La Bretonne : Monsieur Nicolas : souvenirs d'enfance, Jeannett Rousseau, Madame Parangon, Zéphire, Rose Bourgeois… avec une notice et un portrait, Paris, Mercure de France (1916)
- Molière : Le Malade imaginaire (1921)
- Molière : Monsieur de Pourceaugnac (1921)
- Henri Murger : Scènes de la vie de bohème (1921)
- Nicolas Edme Restif de La Bretonne : Les Égarements sentimentaux
- François Villon : Les Regrets de la belle Heaulmière (1921)
- Denis Diderot : Jacques le Fataliste et son maître (1922)
- André Lichtenberger : Le Petit chaperon vert et autres contes (1922)
- François Rabelais : Gargantua et Pantagruel (1922)
- Anatole France : La Rôtisserie de la reine Pédauque (1923)
- Maurice Renard : Deux contes à la plume d'oie (1923)
- Voltaire : Micromégas (1923)
- Pierre-Jean de Béranger : Chansons érotiques (1924)
- Brantôme : Les Belles Histoires du seigneur de Brantôme (1924)
- Pierre de Ronsard : Le Livret des folâtreries (1924)
- Marcel Rouff : La Vie et la passion de Dodin-Bouffant (1925)
- Voltaire : L'Homme aux quarante écus (1925)

- Le Code civil (1925)

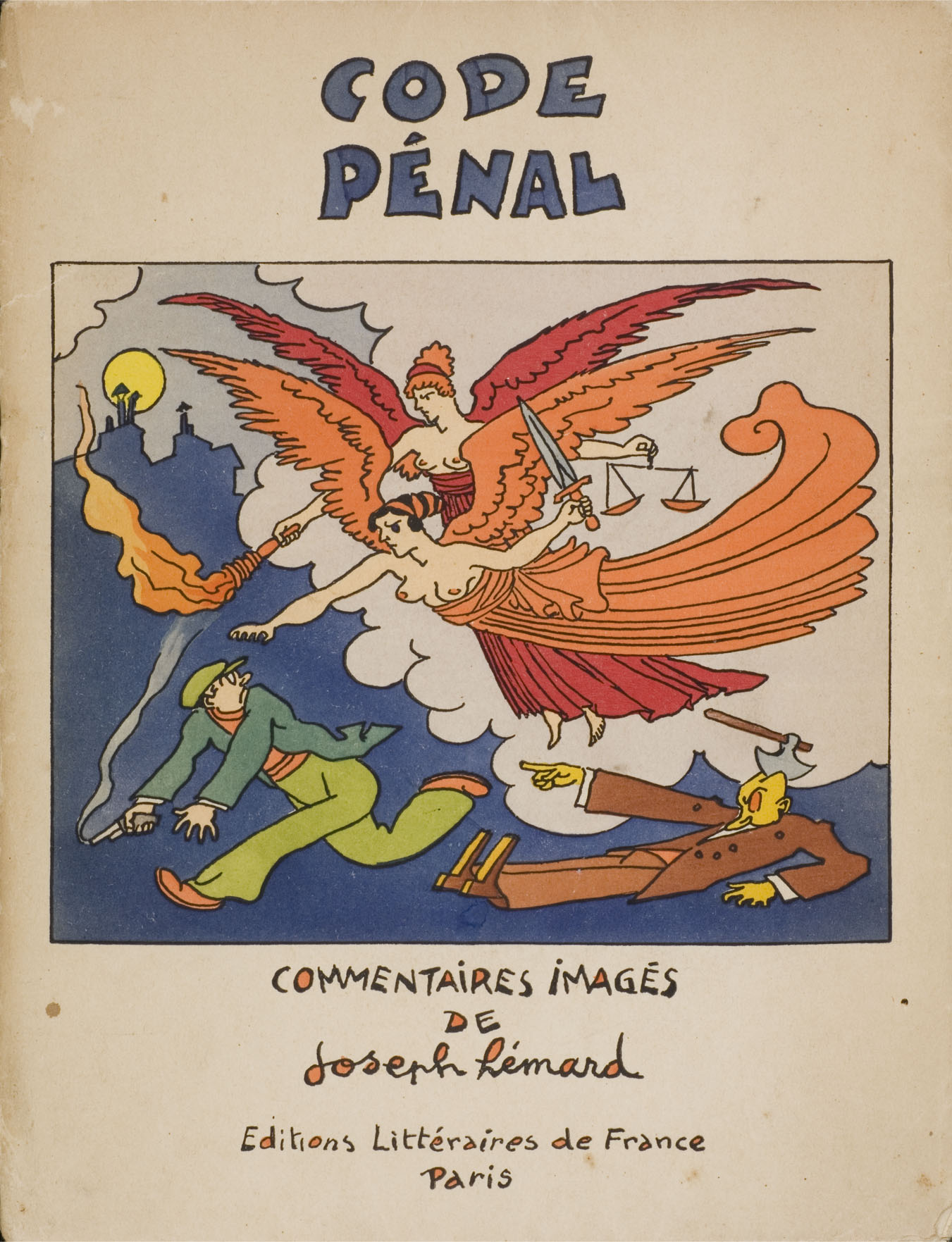
Couverture du Code pénal, vers 1925.

- Honoré de Balzac : Les Cent Contes drolatiques (1926)
- Honoré de Balzac : Trois contes drôlatiques (1926)
- Nicolas Boileau-Despreaux : Satire contre les femmes (1926)
- Georges Courteline : Les Gaités de l'escadron (1926)
- Théophile Gautier : Le capitaine Fracasse (1926)
- Paul de Kock : Papa beau-père (1926)
- Georges Courteline : Boubouroche Madelon Margot (1927)
- Curnonsky : Deux nocturnes (1927)
- Max et Alex Fischer : La Correspondance amoureuse (1927)
- Paul de Kock : Gustave ou le mauvais sujet (1927)
- Valery Larbaud : Notes sur Antoine Heroët et Jean de Lingendes (1927)
- Prosper Mérimée : Chronique du règne de Charles IX (1927)
- Louis Pergaud : La Guerre des boutons (1927)
- Edmond Rostand : Cyrano de Bergerac (1927)
- Rodolphe Salis : Contes du chat noir (1927)
- Anonyme : Formulaire magistral (1927)
- Georges Courteline : Le Train de 8h47 (1929)
- Le Père Joseph : Du haut de la chair, Éditions Louis Querelle (1929)
- Jean Racine : Les Plaideurs (1929)
- Georges Courteline : Œuvres complètes, huit volumes (1929-1930)
- Brantôme : Les Dames galantes (1930)
- Léon Riotor : Du Roi Soleil à la Reine Lumière, plaquette de la Compagnie parisienne de distribution d'électricité (1930)
- Maurice Genevoix : Raboliot (1930)
- Jean de La Fontaine : Contes (1930)
- Jean de La Fontaine : Fables (1930)
- Jean Valincourt : La Muse à l'officine (1931)
- Académie de l'humour français : Dictionnaire de l'Académie de l'humour français (1934)
- Les frères Siamois : Insolation (Curiosa) (vers 1935)
- Anonyme : Almanach de la Loterie nationale (1936)
- André Berry : Contes millésiens (1936)
- Anonyme : Aucassin et Nicolette (1936)
- Quarante-cinq fables de La Fontaine illustrées par Joseph Hémard, éditées aux dépens des Laboratoires Bouillet par Roger Dacosta, Paris (1937)
- Anonyme : Dictionnaire de l'amour (1938)
- Dr P.-A. Créhange : Scènes de la vie médicale (1939)
- Anonyme : Le Quatrième centenaire de la loterie nationale (1939)
- Académie de l'humour Français : Dictionnaire humoristique de la Médecine (1939)
- Académie de l'humour français : Dictionnaire humoristique de la gastronomie (1941)
- Jean Venettis : Synamonda (1941)
- Anonyme : Les Caquets de l'accouchée (1941)
- Honoré de Balzac : Petites misères de la vie conjugale (1942)
- Francisco de Quevedo y Villegas : Histoire d'un grand coquin nommé Pablo (1942)
- Émile Zola : La Fête à Coqueville (1942)
- Pierre Alberty : Contes à ne pas dormir couché (1944)
- Code général des impôts directs et taxes assimilées (1944)
- Honoré de Balzac : Le Code des gens honnêtes. Scènes éparses (1944)
- Frédéric Dard : Croquelune (1945)
- Roger-Ferdinand : Les J3 ou la nouvelle école (1945)
- Scarron : Le Roman comique (1945)
- Académie de l'humour français : Dictionnaire de l'amour (1946)
- Jean du Parc : Souvenirs d'un hôtelier (1946)
- Raymond Hesse : Fleurs de France (1946)
- Amédée Pavard : Le Dr Laplinte, Lambinet et Cie (1946)
- Académie de l'humour français : Dictionnaire humoristique des lettres et des arts (1947)
- Brillat-Savarin : La Physiologie du goût (1947)
- Louis Pergaud : La Guerre des boutons (1947)
- Marcel Charpaux : Code des impôts (1947)
- André Mouëzy-Éon : Je dis tout ! (1948)
- Maxence Van der Meersch : Pêcheur d'hommes (1949)
- Claude Tillier : Mon oncle Benjamin (1950)
- Gabriel Chevallier : Clochemerle-Babylone (1952)
- Voltaire : Zadig ou la Destinée (vers 1954)

## Expositions
- André Foy, Joseph Hémard, Galerie Montaigne, Paris, 1920.